# Eibeggsattel
Eibeggsattel är ett bergspass i Österrike. Det ligger i distriktet Bruck-Mürzzuschlag och förbundslandet Steiermark, i den östra delen av landet. Eibeggsattel ligger 1 001 meter över havet.
Över Eibeggsattel går en mindre väg mellan Jasnitz och Sankt Jakob-Breitenau.
I omgivningarna runt Eibeggsattel förekommer i huvudsak blandskog och bergsängar.